# Clementine (canción)
«Clementine» es una canción de la cantante estadounidense Halsey. Se estrenó el 29 de septiembre de 2019, a través de Capitol Records, como el tercer sencillo de su próximo álbum de estudio Manic (2020). La pista fue escrita por Halsey y Jonathan Carter Cunningham.

## Antecedentes y lanzamiento
En marzo de 2019, la cantante anunció que su próximo tercer álbum de estudio se lanzaría en 2019, comentando que quiere que sea perfecto. Durante una sesión de preguntas y respuestas el 7 de agosto de 2019 en el Congreso anual del Capitolio, la intérprete declaró que el álbum es «un mundo de fantasía menos distópico» y que refleja su visión actual.
«Clementine» es una "pista despojada, impulsada por un simple tintineo de piano y un toque sutil de percusión". El 29 de septiembre de 2019, Halsey estrenó la canción en su cumpleaños número veinticinco.

## Video musical
El video musical de «Clementine» se lanzó junto a la canción el 29 de septiembre de 2019. Fue dirigido por Dani Vitale, y en él se muestra a Halsey y su hermano Sevian Frangipane interpretando bailes en un acuario.

## Créditos y personal
Créditos adaptados de Genius.
- Halsey - voz, composición
- John Cunningham - composición, programador, producción
- Chris Gehringer -  ingeniería de masterización
- John Hanes - ingeniería de mezcla
- Serban Ghenea - mezcla

## Historial de lanzamiento
| País   | Fecha                    | Formato                      | Discográfica    | Ref          |
| ------ | ------------------------ | ---------------------------- | --------------- | ------------ |
| Varios | 29 de septiembre de 2019 | Descarga digital y Streaming | Capitol Records | [ 5 ] [ 18 ] |